# Naradka tępolistna
Naradka tępolistna (Androsace obtusifolia  L.) – gatunek rośliny z rodziny pierwiosnkowatych.

## Zasięg występowania
Występuje tylko w Europie: w Alpach, Apeninach, górach Półwyspu Bałkańskiego, Sudetach i Karpatach. W Polsce jest bardzo rzadki. Podany został tylko z jednego stanowiska w Sudetach (w Małym Śnieżnym Kotle) i kilku stanowisk w Tatrach. W Sudetach jednak występowanie jest niepewne i jeśli w ogóle jeszcze występuje, to tylko w pojedynczych egzemplarzach. W Tatrach w 2008 potwierdzono występowanie tylko na dwóch stanowiskach: na Mięguszowieckiej Przełęczy pod Chłopkiem i na kopule szczytowej Ciemniaka. W Tatrach podawany był dawniej jeszcze z kilku innych stanowisk. Na trzech z nich nie został w 2002 odnaleziony, pozostałe  podane z XIX w. (Pyszniańska Przełęcz, Dolina Pięciu Stawów Polskich, Małołączniak, Świnica) nie zostały zweryfikowane.

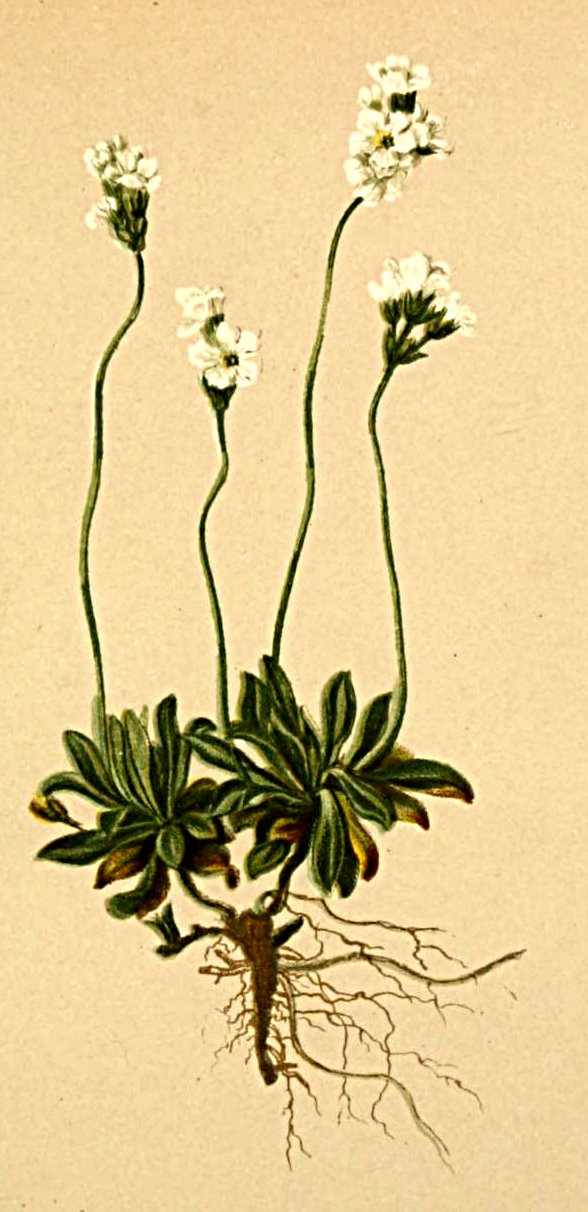

## Morfologia
PokrójNiewielka roślinka (3-10 cm) z pojedynczym pędem kwiatowym i różyczką liściową. Rośnie pojedynczo, lub tworzy kępy. Cała roślina jest owłosiona krótkimi, gwiazdkowatymi, widlastymi i szczeciniastymi włoskami.
LiścieLancetowate, tępe, o długości 1-2,5 cm.
KwiatyZebrane w 4-10-kwiatowy kwiatostan na szczycie łodyżki. Ząbki kielicha o długości równej długości jego rurki. 5  białych lub różowawych, okrągłojajowatych i bardzo słabo wyciętych płatków korony z żółtawą gardzielą. Średnica kwiatu 8-10 mm.

## Biologia i ekologia
Bylina, hemikryptofit, oreofit. Kwitnie od czerwca do sierpnia. W Tatrach rośnie na skalistych stokach, półkach skalnych w halnym. Liczba chromosomów 2n=36. Gatunek charakterystyczny klasy Juncetea trifidi.

## Zagrożenia
Według klasyfikacji IUCN z 2001 jest gatunkiem narażonym na wyginięcie (kategoria EN). W Polsce gatunek zagrożony wyginięciem. Został umieszczony na polskiej czerwonej liście w kategorii EN (zagrożony). Jego populacja na Ciemniaku liczy tylko około 100 okazów, na Przełęczy pod Chłopkiem jest dużo mniejsza. Obydwa stanowiska znajdują się tuż przy szlaku turystycznym, co grozi ich zadeptaniem. Dużo liczniej natomiast naradka tępolistna występuje w słowackich Tatrach (kilkanaście istniejących stanowisk).